# タンビエン県
タンビエン県（タンビエンけん、ベトナム語：Huyện Tân Biên / 縣新邊?）は、ベトナム社会主義共和国タイニン省の県である。面積は861km²、人口は99,115人（2017年）である。

## 行政区画
以下の1市鎮9社から構成される。
- タンビエン市鎮（Tân Biên / 新辺）
- ホアヒエップ社（Hòa Hiệp / 和協）
- モーコン社（Mỏ Công / 某公）
- タンビン社（Tân Bình / 新平）
- タンラップ社（Tân Lập / 新立）
- タンフォン社（Tân Phong / 新豊）
- タインバク社（Thạnh Bắc / 盛北）
- タインビン社（Thạnh Bình / 盛平）
- タインタイ社（Thạnh Tây / 盛西）
- チャーヴォン社（Trà Vong / 茶芒）